# Sandra Tänzer
Sandra Tänzer (* 31. März 1973 in Altenburg) ist eine deutsche Pädagogin. Seit 2011 ist sie Professorin für Pädagogik und Didaktik des Sachunterrichts an der Universität Erfurt mit den Forschungsschwerpunkten Kompetenzentwicklung und Professionalisierung in der Lehrerbildung, insbesondere der Unterrichtsplanung von Sachunterricht und deren theoretische Grundlegung sowie der Potentiale von Hochschullernwerkstätten für die Qualifizierung von Lehrern.

## Leben
Nach dem Studium (1991–1996) des Lehramtes an Grundschulen mit den Fächern Deutsch, Mathematik, Sachunterricht und Sport und dem Vorbereitungsdienst war sie wissenschaftliche Mitarbeiterin an der Professur Grundschuldidaktik Sachunterricht der Universität Leipzig und wissenschaftliche Assistentin am Institut für Schulpädagogik und Grundschuldidaktik der Universität Halle-Wittenberg. 2006 promovierte sie zum Dr. phil. am FB Erziehungswissenschaften der Philosophischen Fakultät der Universität Halle. Für ihre Dissertation erhielt sie 2007 den Ilse Lichtenstein-Rother-Preis der Gesellschaft für Didaktik des Sachunterrichts (GDSU). Seit 2011 ist sie Professorin für Pädagogik und Didaktik des Sachunterrichts am Fachgebiet Grundschulpädagogik und Kindheitsforschung der Universität Erfurt.
Ihre Forschungsgebiete sind die Kompetenzentwicklung und Professionalisierung in der Lehrerbildung mit Schwerpunkten im Bereich der Planung von Sachunterricht und der Potentiale von Hochschullernwerkstätten für die Qualifizierung von Lehrkräften sowie der historischen Entwicklung des Heimatkunde-/Sachunterrichts in der DDR und der Transformationszeit.
Im Anschluss an allgemeindidaktische Arbeiten u. a. von Wolfgang Klafki und Wolfgang Sünkel modelliert sie in ihren Forschungsarbeiten planungstheoretische Grundlagen des Sachunterrichts, erforscht kognitionspsychologische Voraussetzungen der Unterrichtsplanung und initiierte mit Roland Lauterbach das Projekt Generative Unterrichtsplanung Sachunterricht, aus dem das 2020 veröffentlichte Prozessmodell Generativer Unterrichtsplanung hervorgegangen ist. Es schafft ein differenziertes Problembewusstsein für die Komplexität des Planens von Unterricht und verdeutlicht die enge Vernetzung bildungs- und erziehungswissenschaftlicher, psychologischer, fachwissenschaftlicher und fachdidaktischer Theorien zur Bewältigung dieser Anforderung.
Sandra Tänzer veröffentlicht Unterrichtsideen für die Gestaltung von Sachunterricht und ist Mitherausgeberin der Zeitschrift Grundschule Sachunterricht.

## Schriften (Auswahl)
- Die Thematisierung im Sachunterricht der Grundschule. Wie notwendige Bildungsinhalte zu Unterrichtsthemen einer Schulklasse werden. Leipzig 2007, ISBN 3-86583-171-0.
- mit Roland Lauterbach (Hg.): Sachunterricht begründet planen. Bedingungen, Entscheidungen, Modelle. Bad Heilbrunn 2010, ISBN 978-3-7815-1730-1.
- mit Claudia Schomaker und Eva Heran-Dörr (Hg.): Sachunterricht vielperspektivisch planen. Unterrichtsvorschläge zum Inhaltsbereich "Zeit". Bad Heilbrunn 2014, ISBN 978-3-7815-1964-0.
- mit Doris Freeß (Hg.): Leben durch den Fluss – Leben mit dem Fluss. Sachzusammenhänge und didaktische Anregungen für einen vielperspektivischen Sachunterricht. Baltmannsweiler 2017, ISBN 3-8340-1703-5.
- mit Roland Lauterbach, Eva Blumberg, Frauke Grittner, Jochen Lange und Claudia Schomaker: Das Prozessmodell Generativer Unterrichtsplanung Sachunterricht (GUS) und seine Grundlagen. Bad Heilbrunn 2020, ISBN 978-3-7815-5843-4.
- mit Marc Godau, Marcus Berger und Gerd Mannhaupt (Hg.): Perspektiven auf Hochschullernwerkstätten. Wechselspiele zwischen Individuum, Gemeinschaft, Ding. Bad Heilbrunn 2019, ISBN 978-3-7815-5773-4.